# Александровский (Соломинское сельское поселение)
Алекса́ндровский — посёлок в Дмитровском районе Орловской области. Входит в состав Соломинского сельского поселения. 

## География
Расположен в 13 км к востоку от Дмитровска на водоразделе бассейнов рек Десны и Оки. Состоит из одной улицы, протянувшейся с юго-запада на северо-восток. К югу от посёлка расположен лес, к северу — поле. Высота над уровнем моря — 207 м.

## История
Первыми жителями посёлка были, в основном, переселенцы из соседней деревни Кузьминки. В 1926 году в посёлке был 31 двор, проживало 140 человек (68 мужского пола и 72 женского). В то время Александровский входил в состав Бычанского сельсовета Лубянской волости Дмитровского уезда. Позже передан в Соломинский сельсовет. В 1937 году в посёлке было 23 двора. Во время Великой Отечественной войны, с октября 1941 года по 11 августа 1943 года, находился в зоне немецко-фашистской оккупации. Бои за освобождение посёлка вели подразделения 102-й стрелковой дивизии: 30-й стрелковый Хасанский полк, 356-й артиллерийский Дальневосточный ордена Александра Невского полк, 43-я отдельная разведывательная рота. Останки солдат, погибших в боях за освобождение Александровского, после войны были перезахоронены в братской могиле деревни Кузьминки.

## Население
| 1926 | 1979 | 2002 | 2010 |
| ---- | ---- | ---- | ---- |
| 140  | ↘25  | ↘11  | ↘1   |